# Actionnariat de Lagardère
À partir des années 2010, l'actionnariat de Lagardère connait de nombreux changements, surtout, dans un premier temps, avec l'intervention d'Amber Capital. Cette entrée du fonds d'investissement entraine une bataille d'actionnaires et d'influences, ainsi que la venue d'investisseurs comme Vivendi ou Groupe Arnault : une bataille de pouvoirs et d'ego.

## Historique
En décembre 2011, Qatar Investment Authority, filiale du fonds souverain de l'émirat du Qatar, est devenu l'actionnaire principal du groupe. Déjà détenteur de 7,58 % du capital social, il augmente ses parts jusqu'à 10,1 % puis 13,03 % à fin 2019 (pour 19,45 % des droits de vote). À cette date, le second actionnaire reste Arnaud Lagardère avec 7,33 % des parts et le troisième Amber Capital. Historiquement, le père de l'émir Tamim ben Hamad Al Thani connaissait Jean-Luc Lagardère.

### Premier acte: entrées d'Amber

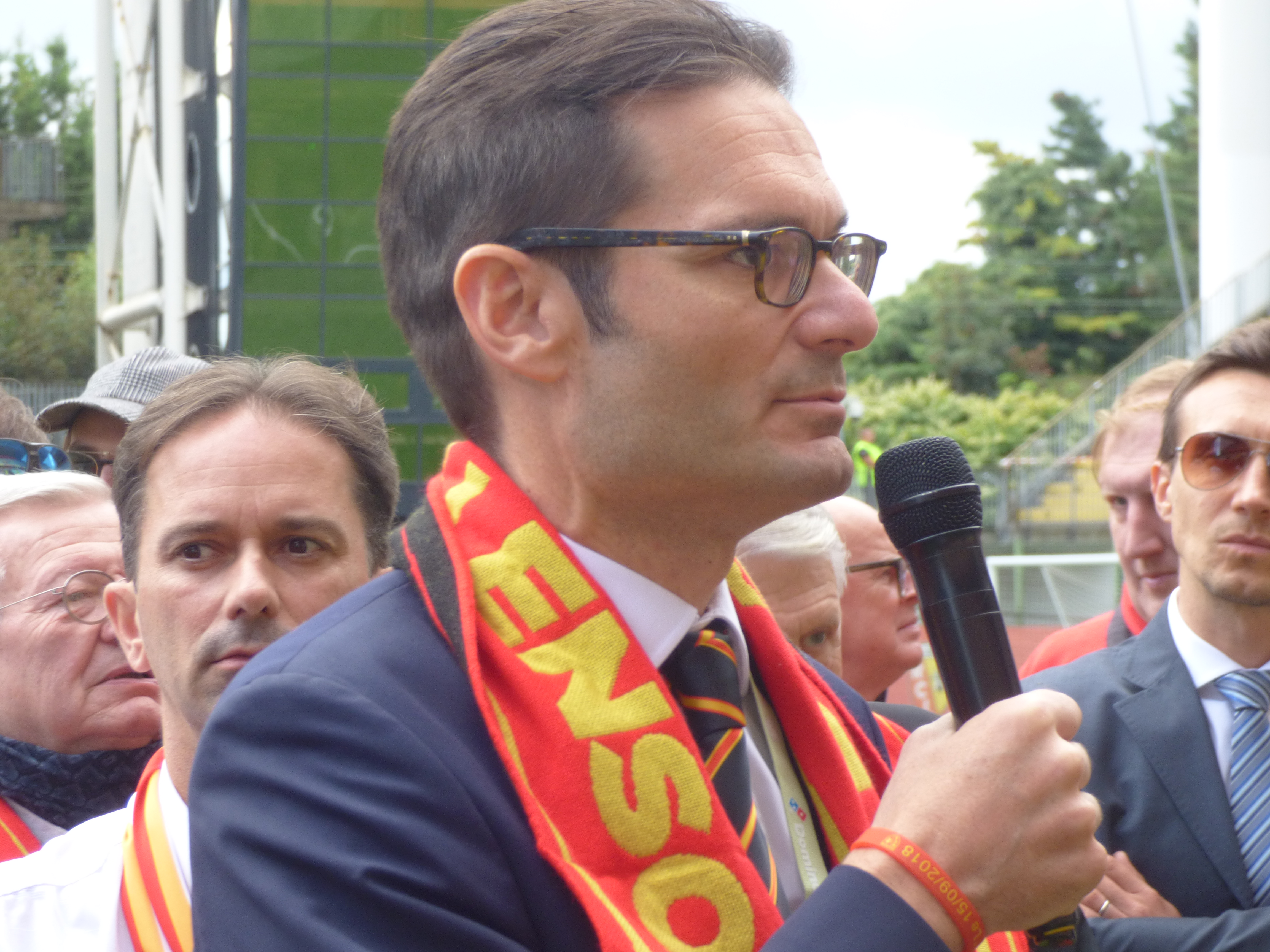
Joseph Oughourlian en 2018

Le fonds d'investissement britannique Amber Capital entre au capital du groupe également en 2011 (5,04 % fin 2018, puis 6,73 % fin 2019), puis revend sa participation deux ans plus tard avec une plus-value. Pourtant, en 2016 lorsque le cours de l'action chute très bas, Amber prend de nouveau des parts. Fonds « activiste » représenté par Joseph Oughourlian, celui-ci propose, dès son arrivée, plusieurs fois des stratégies pour le groupe à mettre en place de façon urgente : sortie du sport, des médias, concentration sur l'édition et les boutiques de gares ou d'aéroport ; ce que fera finalement le groupe à partir de 2018, en misant sur Lagardère Publishing et Lagardère Travel Retail, après de lourdes pertes sur le sport ou la cession de certaines radios par exemple. Amber tente d'entrer au conseil de surveillance fin 2018, acte perçu comme une agression par Lagardère, mais échoue, le Qatar Investment Authority votant contre.
Par la suite, après les multiples échecs de stratégie, de décisions et d'opérations financières à pertes de la part du groupe, Amber augmente sa participation à 6,73 % au sein du capital et demande des comptes : le fonds reproche la mauvaise gouvernance d'Arnaud Lagardère, les niveaux de rémunération excessifs, le montant inconnu des dividendes versés, la sous-performance chronique de l'action en bourse, le manque global de transparence ou encore que la branche médias déficitaire face chuter les résultats,. Amber souhaite plus particulièrement tirer au clair le rôle de Lagardère Capital & Management (LC & M) qui ne publie pas ses comptes et où « règne une opacité totale ». Cette structure sans aucune transparence est une holding possédant les 7,33 % du groupe propriété de Arnaud Lagardère, mais également ses dettes personnelles contractées pour l'achat de ces mêmes parts. Ce dernier, grâce au statut particulier de Société en commandite par actions lui assurant pleinement le contrôle, reste pratiquement inamovible puisqu'il n'est pas désigné par les actionnaires ; et ce, même s'il ne possède qu'un faible nombre de parts. En parallèle, le fonds souverain du Qatar, alors le premier actionnaire en 2019, lui apporte son soutien. Amber, comme le Financial Times, soutiennent que la dette reste bien supérieure à la valeur des parts possédées personnellement par Arnaud Lagardère, ce que dément le groupe sans apporter de comptes. De plus, une partie est garantie par un prêt du Crédit agricole, qui souhaite « récupérer sa mise ». Mi-octobre, le tribunal oblige la holding à publier ses comptes, mais le dirigeant refuse, fait appel, et préfère régler l'amende journalière de 2 000 euros plutôt que de se soustraire à l’obligation de justice ; ce qu'il fera seulement à partir du 13 août.
Pour contrattaquer, le groupe Lagardère attaque Amber une fois de plus en justice, lui reprochant que sa démarche fasse baisser le cours de bourse du groupe, entrainant une perte de valorisation et donc un préjudice,. L'entreprise demande 84 millions d'euros de dédommagements pour « harcèlements », « dénigrements » et « déstabilisation ». Tentative de conciliation, les deux parties opposées décident finalement de se parler par l'intermédiaire de la banque d'affaires Rothschild accompagnée de Grégoire Chertok,.

#### Renforcement du Qatar
Mais, malgré cette riposte judiciaire apaisée un temps, toujours en difficulté face au fonds activiste Amber qui remet en question la stratégie du groupe, Arnaud Lagardère tente de faire entrer Nicolas Sarkozy au sein du conseil de surveillance. Il s'agit pour le dirigeant d'améliorer sa position en exploitant les relations amicales entre l'ancien président et le Qatar, le fonds souverain du Qatar détenant alors 13 % du capital. Finalement, sont nommés au « conseil stratégique » de l'entreprise, au premier trimestre 2020, Nicolas Sarkozy et de Guillaume Pepy, président au Medef du « comité France Qatar ». Les deux nouveaux membres ne ménagent pas leur peine en coulisse pour soutenir Arnaud Lagardère et améliorer sa relation avec le principal actionnaire. Le dirigeant français renforce ainsi ses liens avec son actionnaire qatari et sécurise sa position en tant que gérant de la commandite.

#### Montée d'Amber
Entre-temps durant l'hiver, le fonds monte au capital : Amber détient 10,32 % du capital et de 7,73 % des droits de vote fin 2019 ; il devient un temps le premier actionnaire du groupe à fin février 2020 avec 14 % des parts. Puis le chiffre monte à 15 % au début du mois suivant mais avec seulement 12 % des droits de vote s'opposant aux 20 % du Qatar qui n'a pourtant que 13 % des parts. En Outre, la moitié des voix sont détenues par les petits actionnaires. Amber monte à 18 % des parts fin avril (14 % des droits de vote), ayant à cette date investi 300 millions d'euros en quatre ans.

#### Conseil de surveillance
En mars, Amber Capital passe à l'action et demande la révocation de l'ensemble du conseil de surveillance : pour « tenter de prendre le pouvoir », Joseph Oughourlian présente, lors d'une conférence de presse, son plan « Stronger Lagardère » composé de plusieurs points, dont le renouvellement de huit personnes sur dix au conseil de surveillance avec propositions de noms comme Enrico Letta ou Brigitte Taittinger. Patrick Sayer se porte candidat pour la présidence de celui-ci, soutenu par Amber. Peu après, Patrick Valroff déclare dans une interview au journal Le Figaro que les candidatures proposées n’apportent pas d’expertise supplémentaire et ne fournissent aucune plus-value au groupe. Mais Joseph Oughourlian souhaite surtout « faire sauter la commandite » protégeant le dirigeant et devient plus virulent, affirmant que l'entreprise à vu sa valeur divisée par trois à cinq depuis la mort de Jean-Luc Lagardère (2003) et qu'Arnaud « Lagardère est un des plus mauvais managers de sa génération. Il a liquidé le groupe et s'est versé un demi-milliard de dividendes »,. Le fonds de placement reproche aussi que seulement 15 % des neuf milliards de cession d'actifs de ces dernières années n'aient été réinvesti. En outre, le budget du comité exécutif, de plusieurs dizaines de millions d'euros, se voit reprocher, Joseph Oughourlian donnant moult détails des rémunérations et coûts non expliqués. Par cette offensive médiatique, Amber veut convaincre les petits actionnaires de le rejoindre : avec alors 14 % des droits de votes, le fonds d'investissement ne peut influer sensiblement sur le groupe Lagardère.

#### Durant la Covid-19
Pratiquement au même moment, en raison de la crise du Covid-19 et des annonces gouvernementales, en avril 2020 et à l’initiative d'Arnaud Lagardère, le groupe annonce une baisse des rémunérations du comité exécutif et la suppression de la proposition de dividende. Patrick Sayer avait d’ailleurs exprimé ses réserves sur le versement de 139 millions d'euros de dividendes dans le contexte Covid-19, versement qui, selon lui, serait dicté par le besoin d'Arnaud Lagardère de financer sa dette personnelle de plus de 200 millions d'euros. Le 15 avril 2020, le groupe Lagardère s'étonne du maintien de Patrick Sayer en tant que candidat au conseil de surveillance de Lagardère en qualité de « membre indépendant » à la suite de sa démission de ses fonctions de juge consulaire au Tribunal de commerce de Paris. Cette démission est intervenue après que Lagardère ait révélé une série d'interférences personnelles de Patrick Sayer dans les contentieux opposant le groupe à Amber Capital, alors même que le Tribunal de commerce de Paris au sein duquel il était juge, est saisi de ces contentieux.
En outre, Lagardère juge « irresponsable » l’attitude du fonds activiste dans le contexte de la crise du Covid-19 qui affecte le groupe, d’autant que Amber « reconnait lui-même la performance opérationnelle du groupe et approuve la stratégie arrêtée par la gérance avec le soutien du conseil de surveillance ». S'agissant de sa structure organisationnelle, Lagardère rend public fin avril un audit mené sur Lagardère Capital & Management (LC&M) qui confirme que « les montants facturés par LC&M ont diminué de près de 37 % depuis 2014 et correspondent à des charges réelles ». Enfin, un plan de restructuration de la holding est mis en œuvre depuis le début de l'année 2020 et aboutira à une économie annuelle récurrente de coûts de l'ordre de 15 M€. Cette contre-attaque de communication est gérée par l'agence d'Anne Méaux.

### Deuxième acte: entrée de Bolloré
Durant la même période alors que les actions semblent peu chères en bourse, le milliardaire Marc Ladreit de Lacharrière investit discrètement « par amitié » et « par fidélité » envers le père Jean-Luc Lagardère. Puis c'est au tour de Vincent Bolloré qui prend 10,6 % des parts par l'intermédiaire de Vivendi puis 13,3 %, 16 %, pour atteindre finalement 23,5 % au mois d'août. Les deux financiers sont théoriquement soutiens à Arnaud Lagardère, : ils « sont venus en ami », et Bolloré donne « l'impression de jouer les chevaliers blancs ».
Pourtant les intentions réelles sont inconnues et divers scénarios se voient avancés par les analystes, comme la revente rapide des actions avec une plus-value, le cours de bourse grimpant immédiatement après l'arrivée de Vivendi. Vincent Bolloré pourrait surtout être intéressé particulièrement par Hachette, premier éditeur français, qui permettrait de renforcer Editis, même si les cultures d'entreprises restent différentes,. Ce projet entrepreneurial semble cohérent contrairement à celui d'Amber. Dans un premier temps, Vincent Bolloré peut espérer, avec l’entregent de Nicolas Sarkozy, récupérer l’appui de l'actionnaire qatari et ainsi prendre le pouvoir, face à Arnaud Lagardère fragilisé et endetté.
« Un investissement de long terme » précise toutefois Vivendi. C'est Nicolas Sarkozy qui a mobilisé Vincent Bolloré sur le sujet afin, déjà dans un premier temps, de contrer Amber,. Si Arnaud Lagardère est au courant du « service commandé » de Bolloré, il reste surpris de l'importance du nombre d'actions achetées ; de plus, cette entrée au capital s'est faite non pas en nom-propre mais par l'intermédiaire de Vivendi, alors que tout le monde sait qu'Hachette Livres et Europe 1 sont des proies convoitées par ce groupe,.

#### Assemblée générale
L'avenir de Amber reste incertain : la tentative de coup d'État engagée par Joseph Oughourlian échoue,. Lors de l’assemblée générale du 5 mai 2020, les actionnaires de Lagardère SCA approuvent toutes les résolutions proposées par la Gérance à l’exception du renouvellement de Madame Martine Chêne et rejettent toutes les résolutions soumises par le fonds activiste Amber Capital,,. Le renouvellement du mandat de gérant d'Arnaud Lagardère était sur la sellette. La Caisse des dépôts, avec ses 5 % de droits de vote, soutient le dirigeant, encouragé en ça par Bruno Lemaire. Le fonds souverain du Qatar, bien que « plusieurs fois insatisfait du rendement de son placement », a été convaincu par Nicolas Sarkozy de rester fidèle. Relégué au second plan avec ses 13 %, ce fonds aurait pourtant pu être « l'arbitre » de l'affrontement entre les principaux actionnaires que sont Amber et Bolloré.

### Troisième acte: entrée de Groupe Arnault
Quelques semaines après l'assemblée générale, le Groupe Arnault entre pour 80 millions d'euros dans le holding Lagardère Capital & Management, en prenant un quart des parts à prix élevé, officiellement afin de soutenir son dirigeant,,,. Ceci assure au holding de Bernard Arnault une place de choix dans la structure de tête du groupe : « c'est là, dans LC&M, que se trouvent les clés du pouvoir » précise le magazine Challenges. Cela permet surtout à Arnaud Lagardère d'alléger sa dette personnelle, et de s'afficher avec le soutien de l'homme le plus riche de France. Ce projet date de l'année précédente où LC&M contacte des amis de la famille Lagardère, comme François Pinault.
Le strorytelling affirme que « Bernard Arnault est venu en aide à Arnaud Lagardère en souvenir de son père, Jean-Luc, un ami ». L'opération est menée en toute discrétion par Nicolas Bazire : Vincent Bolloré et l'ancien président sont prévenus au tout dernier moment, ce qui est ressenti comme « une agression ». Mais entre Bernard Arnault, Nicolas Sarkozy ou Vincent Bolloré, qui habitent tous trois au même endroit Villa Montmorency et se connaissent bien, le dialogue reste de mise, évitant les conflits publics. Ces trois protagonistes deviennent, au cours de l'été, le point central de discrètes manœuvres surnommées par la presse « l'opération de sauvetage d'Arnaud Lagardère »,. Pourtant, toujours d'après la presse, personne n'est dupe et l'enjeu reste bien de prendre possession du groupe.
La riposte à l'entrée de Bernard Arnault ne tarde pas : Joseph Oughourlian et Vincent Bolloré concluent un pacte d'alliance d'une durée de cinq années : à eux-deux, ils représentent 43,5 % des actions et peuvent ainsi nommer quatre des neuf membres du conseil de surveillance, s'ils décident d'une assemblée générale extraordinaire.

### Quatrième acte: riposte d'Arnaud Lagardère
Le 17 août 2020, Arnaud Lagardère prend donc les devants, ne sachant où en sera la majorité du conseil de surveillance l'année suivante. Prévu à l'origine en mars 2021, ce conseil se réunit dans l'urgence, avec sept mois d'avance, afin de renouveler pour quatre ans, le mandat de gestion d'Arnaud Lagardère. Deux membres, Aline Sylla-Walbaum qui démissionne juste avant et Yves Guillemot, ne prennent pas part au vote,. Seul le conseil de surveillance a un peu de pouvoir sur le dirigeant protégé par sa commandite,.
Trois jours plus tard, Joseph Oughourlian et Vincent Bolloré, qui représentent alors, à eux deux, 47 % des parts, réclament une assemblée générale. Leur demande commune d'organiser celle-ci sera rejetée par le tribunal de commerce mi-octobre et ils sont condamnés à payer 20 000 euros à Lagardère. Entretemps fin août, allant dans le sens du duo contestataire, le fonds souverain du Qatar — pourtant fidèle allié de Lagardère — demande lui aussi à être représenté au conseil de surveillance. Environ cinq mois après l'entrée « en ami » de Vivendi, une menace du rachat des parts d'Amber ou d'une OPA plane sur le groupe Lagardère, bien que pour Vincent Bolloré, « les OPA, ce n'est pas son truc. C'est un homme profondément pragmatique. Quand l'opération se passe bien, il construit. Si cela coince, il aime sortir avec des plus-values » ; « on lui prête des sentiments qu'il n'a peut-être pas » précise d'ailleurs Arnaud Lagardère à la presse.

#### Abandon de la commandite
Fin février 2021, les résultats annuels publiés par le groupe sont mauvais : chiffre d'affaires en chute de plus d'un tiers, une perte de plusieurs centaines de millions d'euros et toujours un fort endettement de l'entreprise. Si l'édition se porte résolument bien durant la pandémie mondiale, le travel retail (boutiques aéroports et gares) subit une chute de 60 % et les médias sont en berne. Pourtant, Arnaud Lagardère n'a jamais été aussi investi dans la gestion de son entreprise ; s'il est toujours « vent debout » contre le fonds Amber, il dit avoir pacifié ses relations avec les autres actionnaires.
Malgré tout, au milieu de la même année et après environ 18 ans de « règne » mais également « d'une longue agonie », et face à la fronde des actionnaires, le statut de commandite par actions qui protège Arnaud Lagardère est abandonné. Ceci le transforme ainsi en président et « simple actionnaire » de sa société,. L'imbrication de son propre endettement, le souhait de rémunérer les actionnaires par les cessions d'actifs, l'attaque de plusieurs investisseurs et la pandémie mondiale auront eu raison des affaires. La promesse est alors faite que le groupe ne soit pas démantelé et qu'Arnaud Lagardère conserve la direction ; pourtant les doutes sur l'avenir sont nombreux, à commencer par la fidélité de son allié, l'influent Nicolas Sarkozy, qui pourrait être amené à rejoindre Vincent Bolloré, propriétaire de plus d'un quart des parts. En second lieu, si l'association du pôle « éditions » de Lagardère et de celui de Vivendi venait à se faire, elle entrainerait une découpe puis une revente de certaines activités françaises. De plus, quelques liens mineurs mais perceptibles sont déjà créés entre Europe 1 (Lagardère), CNews (Bolloré) ou Radio Classique (Bernard Arnault), entérinant de fait de possibles rapprochements. En fait depuis l'année précédente, la rumeur gonfle puis se dégonfle sur les intentions de Vincent Bolloré, ce dernier cherchant à approcher de ses cibles, puis s'éloigne. Finalement, Vivendi, possédant déjà 27 % des parts, annonce en septembre acquérir la participation de 17,9 % d'Amber Capital, pour 610 millions d'euros. À la suite de cela, Vivendi propose de lancer une offre sur le reste du groupe ; celle-ci nécessite la vente de certaines activités dans l'édition, pour permettre l'approbation des autorités de la concurrence. Au moment de cette annonce, Arnaud Lagardère et le fond du Qatar possèdent encore tous deux respectivement 14 % des parts à égalité et Bernard Arnault 10 %.

## Batailles personnelles
Au delà de la « bataille de personnes » qui oppose d'abord Amber à Lagardère, les offensives de Joseph Oughourlian sont assez mal perçues en France : « c'est une partie du capitalisme français qu'il défie » souligne L'Express, une opposition entre les méthodes anglo-saxonnes des fonds activistes et des agences de notations d'un côté et de l'autre « les tenants du capitalisme familial de long terme ». D'ailleurs les conseils de Lagardère ont cherché divers appuis auprès d'actionnaires familiaux français. De plus, Le Point souligne que « quand Arnaud Lagardère va chercher des soutiens parmi les barons du capitalisme français pour défendre son groupe, on lui parle de son pater. Vincent Bolloré, Bernard Arnault ou Marc Ladreit de Lacharrière : les trois milliardaires se sont en effet revendiqués de leur amitié avec Jean-Luc Lagardère ».
C'est également une bataille d'ego où Bernard Arnault souhaiterait, dans un premier temps, « simplement apparaitre comme l'homme fort du capitalisme, le parrain qui assure la paix entre les siens. » D'ailleurs, avec un langage policé, Vivendi affirme qu'il y a « un immense respect pour Bernard Arnault, le meilleur capitaine d'industrie européen ».